# ترافيس باين
ترافيس باين (بالإنجليزية: Travis Payne)‏ هو مصمم رقص أمريكي، ولد في 5 يوليو 1971 في أتلانتا في الولايات المتحدة.

## وصلات خارجية
- ترافيس باين على موقع IMDb (الإنجليزية)
- ترافيس باين على موقع ميوزك برينز (الإنجليزية)
- ترافيس باين على موقع قاعدة بيانات الفيلم (الإنجليزية)